# Mädi
Mädi ist eine Operette in drei Akten von Robert Stolz. Das Textbuch verfassten Alfred Grünwald und Leo Stein. Die Uraufführung war am 1. April 1923 in Berlin. 1955 wurden die Gesangstexte von Robert Gilbert neu bearbeitet.

## Orchester
Zwei Flöten, eine Oboe, zwei Klarinetten, ein Fagott, vier Hörner, drei Trompeten, drei Posaunen, eine Harfe, eine Celesta, eine Gitarre, großes Schlagwerk und Streicher

## Bildfolge
Akt 1: Klubhalle, Akt 2: Hotelhalle, Akt 3: Schlafwagengang

## Handlung
Mädi hält die Zeit für gekommen, sich endlich von ihrem Verlobten Bobby Waterman vor den Altar führen zu lassen. Der Eheschließung steht jedoch eine Klausel im Testament von Bobbys Erbtante im Wege, der zufolge  ihr Neffe die Erbschaft nur dann antreten kann, wenn er eine Frau heiratet, die schon einmal schuldlos geschieden worden ist. Damit kann sie allerdings nicht aufwarten. Um trotzdem in den Genuss der Hinterlassenschaft zu kommen, heckt Mädi einen aberwitzigen Plan aus: Ein ihr bekannter Rechtsanwalt, den sie immer „Onkel Aribert“ zu nennen pflegt, ist nebenher der Präsident des ehefeindlichen Herrenklubs Anuniehei (Alles, nur nie heiraten). Ihm schlägt sie eine vierwöchige Scheinehe mit anschließender Scheidung vor. Zu ihrer Überraschung sagt der sofort zu.
An der Hochzeitsreise des frisch getrauten Paares nimmt auch Mädis Verlobter teil. Je länger aber die Reise dauert, umso mehr geht Bobby dem „Onkel Aribert“ auf den Wecker, zumal sich bei letzterem inzwischen echte Gefühle für seine Ehefrau entwickelt haben. Mädi geht es nicht anders. Während der vier Wochen lernt sie den Ehefeind Aribert aufrichtig zu lieben und ihren Verlobten zu vergessen. So gestaltet sich aus der ursprünglich geplanten Scheinehe doch noch eine wirkliche Ehe.